# High School Musical 2 (Soundtrack)
High School Musical 2 ist das Soundtrack-Album zu dem gleichnamigen Film aus dem Jahr 2007 und wurde am 14. August 2007 unter Walt Disney Records veröffentlicht. Weltweit verkaufte sich der Soundtrack zum Film mehr als sechs Millionen Mal und war das meistverkaufte Album im Jahr 2007.

## Rezeption
In Deutschland erreichte das Album Platz fünf, in Österreich Platz zwei und belegte Rang sechs der Schweizer Hitparade. In Großbritannien und in den Vereinigten Staaten platzierte sich der Soundtrack jeweils auf Platz eins der Musikcharts.

## Titelliste
1. Du bist wie Musik – Ben und Kate Hall
2. What Time Is It? – High School Musical 2 Cast
3. Fabulous – Ashley Tisdale, Lucas Grabeel und die Sharpettes
4. Work This Out – Zac Efron und die Wildcats
5. You Are the Music in Me – Zac Efron und Vanessa Anne Hudgens
6. I Don’t Dance – Corbin Bleu und Lucas Grabeel
7. You Are the Music in Me (Sharpay Version) – Ashley Tisdale, Zac Efron und die Sharpettes
8. Gotta Go My Own Way – Vanessa Anne Hudgens und Zac Efron
9. Bet on It – Zac Efron
10. Everyday – Zac Efron, Vanessa Anne Hudgens und High School Musical 2 Cast
11. All for One – High School Musical 2 Cast
12. Bonustrack: Humuhumunukunukuapua’A – Ashley Tisdale, Lucas Grabeel und die Sharpettes

## Auszeichnungen für Musikverkäufe
| Land/Region                  | Auszeichnungen für Musikverkäufe (Land/Region, Auszeichnung, Verkäufe) | Verkäufe    |
| ---------------------------- | ---------------------------------------------------------------------- | ----------- |
| Argentinien (CAPIF)          | 4× Platin                                                              | 160.000     |
| Australien (ARIA)            | Platin                                                                 | 70.000      |
| Brasilien (PMB)              | 2× Platin                                                              | 120.000     |
| Chile (IFPI)                 | Platin                                                                 | 15.000      |
| Costa Rica (IFPI)            | 2× Platin                                                              | 40.000      |
| Dänemark (IFPI)              | 2× Platin                                                              | 80.000      |
| Deutschland (BVMI)           | Platin (Soundtrack) · + Gold (Hörspiel)                                | 300.000     |
| Europa (IFPI)                | Platin                                                                 | (1.000.000) |
| Frankreich (SNEP)            | Gold                                                                   | 75.000      |
| Golf-Kooperationsrat (IFPI)  | Gold                                                                   | 3.000       |
| Hongkong (IFPI/HKRIA)        | Gold                                                                   | 10.000      |
| Indien (IMI)                 | Gold                                                                   | 10.000      |
| Indonesien (ASIRI)           | Gold                                                                   | 25.000      |
| Irland (IRMA)                | 3× Platin                                                              | 45.000      |
| Italien (FIMI)               | 2× Platin                                                              | 160.000     |
| Kanada (MC)                  | 2× Platin                                                              | 200.000     |
| Kolumbien (ASINCOL)          | Platin                                                                 | 20.000      |
| Malaysia (RIM)               | Gold                                                                   | 10.000      |
| Mexiko (AMPROFON)            | 3× Gold                                                                | 150.000     |
| Neuseeland (RMNZ)            | 2× Platin                                                              | 30.000      |
| Norwegen (IFPI)              | Platin                                                                 | 30.000      |
| Österreich (IFPI)            | 2× Platin                                                              | 40.000      |
| Philippinen (PARI)           | 3× Platin                                                              | 90.000      |
| Polen (ZPAV)                 | Platin                                                                 | 20.000      |
| Portugal (AFP)               | Platin                                                                 | 20.000      |
| Schweden (IFPI)              | Gold                                                                   | 20.000      |
| Schweiz (IFPI)               | Gold                                                                   | 15.000      |
| Singapur (RIAS)              | Platin                                                                 | 10.000      |
| Spanien (Promusicae)         | Platin                                                                 | 80.000      |
| Taiwan (RIT)                 | Platin                                                                 | 14.000      |
| Türkei (Mü-YAP)              | Gold                                                                   | 5.000       |
| Ungarn (MAHASZ)              | Platin                                                                 | 15.000      |
| Venezuela (APFV)             | Platin                                                                 | 20.000      |
| Vereinigte Staaten (RIAA)    | 3× Platin                                                              | 3.400.000   |
| Vereinigtes Königreich (BPI) | 2× Platin                                                              | 600.000     |
| Zentralamerika (CFC)         | —                                                                      | 10.000      |
| Insgesamt                    | 11× Gold · 43× Platin ·                                                | 5.912.000   |

Hauptartikel: Ashley Tisdale/Auszeichnungen für Musikverkäufe